# Salvador Ros
Salvador Ros fou un compositor català. Tot i que no tenim pràcticament dades biogràfiques es conserva el registre de la seva defunció a Canet de Mar, vila on podria haver treballat, el 3 d‘octubre de 1758 als 54 anys.